# Happy Wars
Happy Wars ist ein Multiplayer-Actionspiel, das am 12. Oktober 2012 für die Xbox 360 veröffentlicht wurde. Das Spiel wurde von Toylogic Inc. entwickelt und von Microsoft Studios vertrieben. Es handelt sich um das erste Spiel für diese Konsole, das auf dem Free-to-play-Geschäftsmodell basiert.

## Spielprinzip
Happy Wars ist für Gold-Mitglieder des Xbox-Live-Services kostenlos spielbar, jedoch ist eine Internetanbindung notwendig. Man kann entweder im Online-Modus mit 2–30 Leuten zu spielen, oder im Einzelspieler-Modus eine Story-Kampagne, Trainingsspiele oder Missionen spielen.

### Charaktere
Der Spieler hat insgesamt neun Charaktere zur Verfügung: drei Krieger, drei Kleriker und drei Magier. Jede der drei Figuren kann man durch Hautfarbe, Augen, Mund usw. bearbeiten. Mit Gegenständen, die man im Shop, am Glücksrad oder bei Spielen gewinnen kann, müssen die Figuren ausgestattet werden. Jede Figur kann mit einer oder zwei Waffen, einem Schild, einer Rüstung, einem Helm und einem Extra Item ausgerüstet werden. Beim Krieger hat man noch die Wahl zwischen der Klasse Krieger, der eine Waffe und einen Schild trägt, oder der Klasse Berserker, der zwei Waffen trägt.

### Spielziel
Das Ziel des Spiels ist, den Hauptturm der Gegner zu zerstören. Die Spieler sind in zwei Teams aufgeteilt, von dem jedes eine Burg besitzt. Die beiden Burgen liegen an den gegenüber liegenden Enden der Karte. Dazwischen liegen Türme, die gebaut werden müssen. Je nachdem, welches Team den Turm gebaut hat, können Teammitglieder an dem jeweiligen Turm spawnen. Das gegnerische Team kann den Turm jedoch wieder abbauen und für sich wieder aufbauen. Je nachdem, wie viele Gegner man besiegt hat, oder wie viele Türme man gebaut hat, bekommt man Punkte, an denen eine Rangfolge der Spieler am Ende des Spiels erstellt wird. Um das Spiel zu gewinnen, muss der Hauptturm der Gegner zerstört werden, der sich in der Burg der Gegner befindet. Um dort hinein zu gelangen, müssen entweder Leitern gebaut werden, oder das Tor durch Angreifen oder einen Rammbock zerstört werden. Hat am Ende einer vordefinierten Zeit keines der Teams den gegnerischen Hauptturm zerstört hat das Team gewonnen, das die meisten Türme besitzt.

## Rezeption
Das Spiel erhielt weitestgehend durchschnittliche Wertungen (Metacritic: 61 % / GameRankings: 63,75 %).
Taylor Cocke von IGN bezeichnet die Optik des Spiels als süß, kreidet aber mehrere Probleme an. So sei das Geschehen manchmal sehr unübersichtlich, wenn mehrere Spieler aus beiden Teams um einen Punkt kämpfen würden. Wenn mehrere optische Effekte gleichzeitig auf dem Bildschirm ablaufen, sei es manchmal nicht einmal mehr möglich seine eigenen Spielfigur zu sehen. Das Spiel erzeuge bei Mehrspielergefechten weder spielerische Tiefe noch leichte Zugänglichkeit, was aber essentiell sei, um Spieler an das Spiel zu binden. Die Story-Kampagne sei anfangs noch lustig, würde aber schnell durch fehlende Abwechslung und eine schlechte künstliche Intelligenz anfangen zu langweilen.
Das Spiel versuche, trotz seines Free-to-Play-Prinzips nicht zu sehr die Spieler zum Kaufen von Spielgegenständen mit Echtgeld zu zwingen. Dadurch gebe es allerdings viele Gratis-Items, die sich zu wenig voneinander unterscheiden würden, um einen Sammeltrieb bei den Spielern zu erzeugen. Als Fazit schreibt Cocke, das Spiel sei bei dem Versuch für jeden zugänglich zu sein zu umfanglos und zu einfach aufgebaut. Das Spiel enttäusche daher in nahezu jedem Aspekt.